# Unión por el Perú
Unión por el Perú (kurz UPP, deutsch „Union für Peru“) ist eine politische Partei in Peru, die 1994 vom ehemaligen Generalsekretär der Vereinten Nationen Javier Pérez de Cuéllar gegründet wurde. Diese Partei trat bei den Wahlen 1995 gegen Alberto Fujimori an.
Ihr Gründer Pérez de Cuéllar verließ die Partei, als er sich ins Privatleben zurückzog. 2005 bildete die Unión por el Perú ein Bündnis mit der Nationalistischen Partei (Partido Nacionalista Peruano) mit deren 42-jährigen Vorsitzendem Ollanta Humala als Spitzenkandidaten für die Wahlen 2006. Dieser gewann im ersten Wahlgang am 9. April 2006 die meisten Stimmen, doch im zweiten Wahlgang unterlag er knapp Alan García von der APRA.
Im Parlament bekam die UPP die erste Mehrheit, jedoch spaltete sich kurz nach den Wahlen die Fraktion in UPP und Nationalistische Partei, womit nun die APRA über die meisten Abgeordneten verfügte.
Hilaria Supa Huamán und María Sumire, beides Abgeordnete der Unión por el Perú aus Cusco, machten am 25. Juli 2006 dadurch auf sich aufmerksam, dass sie als erste Abgeordnete in der Geschichte Perus ihren Eid in einer indigenen Sprache, nämlich ihrer Muttersprache Quechua, ablegten.
Bei der vorgezogenen Parlamentswahl im Januar 2020 erhielt sie 6,77 % der Stimmen und 13 Sitze.

## Weblink
- Website der Partei